# 德屬東非
德屬東非（德文：Deutsch-Ostafrika）是德國在東非地區的殖民地，其領土約為現今的盧安達、蒲隆地、坦桑尼亚大陆部分、肯尼亚南部、莫桑比克北部等地區，總面積994,996平方公里，几乎是今日德国面积的三倍。德属东非最早由德国东非公司建立并运营；在1880年代晚期，德国东非公司由于无法镇压土著起义，遂寻求军方的帮助。德意志帝国亦在此地設立殖民地政府，第一次世界大戰期間，英國、比利時、葡萄牙均有派遣軍隊進攻此地，但直到1918年德國投降時，協約國陣營都始終無法佔領全境。德國投降後，國際聯盟於1919年依據凡爾賽條約分別將盧安達及蒲隆地交付比利時、洛伏馬河以南地區交付葡萄牙、坦噶尼喀交付英國託管，結束了德國34年的統治。

## 历史
与其他殖民帝国一样，德国人也在非洲大湖区以打击奴隶贸易之名扩张他们的势力范围。但与其他殖民帝国不同，德国人从未正式宣布废除各种形式的奴隶制，而选择削减新征召的奴隶数量，并规范现有的奴隶制度。
对德属东非土地上的殖民统治始于德属东非的建立者，卡尔·彼得斯与桑给巴尔岛对岸地区的部落酋长签订的一系列条约。1885年3月3日，德意志帝国政府宣布公司已被授予由帝国宰相奥托·冯·俾斯麦在1885年2月27日签署的宪章。宪章授予彼得斯的公司在东非大湖区建立保护国的权利。德国人亦在此之后于1885年4月与桑给巴尔苏丹哈利法·本·赛义德签订协议租借桑给巴尔岛对岸沿海地带50年。彼得斯随即招募专家于海岸从南至北探险。然而，桑给巴尔苏丹对此抗议，他声称他才是桑给巴尔与对岸大陆的统治者，德国人与他所签的协议只不过是“租借”而已。俾斯麦宰相随即派出5艘战舰展现武力。战舰于1885年8月7日抵达桑给巴尔岛，并对着苏丹的宫殿鸣炮示威。在此之后，德国与英国同意瓜分东非大陆，苏丹在两方的强大压力下别无选择地同意要求。

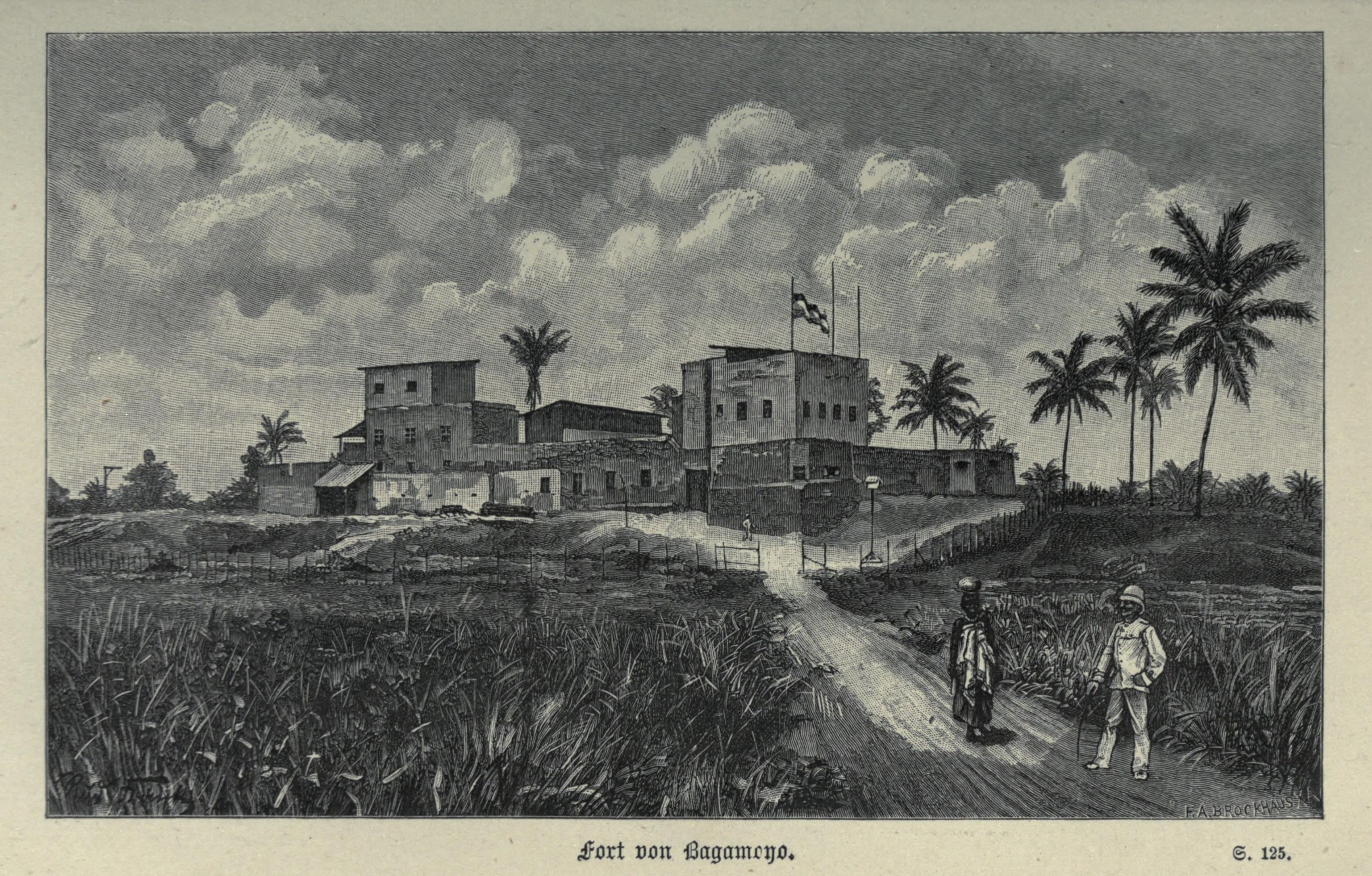
巴加莫约要塞，1891年。

德国人的统治迅速地在巴加莫约，达累斯萨拉姆与基尔瓦建立。在这之后于1888年爆发的阿布士里起义也在英国人的帮助下于次年被镇压。1890年，柏林与伦敦缔结了黑尔戈兰——桑给巴尔条约，此条约将位于德国本土荷尔施泰因地区以西，英国于1807年占领的黑尔戈兰岛交还德国，德国人则承认英国对桑给巴尔岛的统治权；此条约亦确定了德属东非与英属肯亚保护国的边界，尽管确切的边界直至1910年仍未得到详细勘察。
1891年至1894年，由姆克瓦瓦酋长领导的赫赫族人一直抵抗着德国人的殖民行为；他们在敌对部落支持德国人的情况下被击败，酋长也在经过多年游击战争后于1898年走投无路被迫自杀。然而一波未平一波又起，1905年在德属东非南部地区又爆发了马及马及起义。尽管起义被总督镇压，但起义的丑闻随即引发了针对殖民政府的腐败与残酷的指控。终于，在1907年，德国宰相为德属东非任命新总督，志在改革殖民政府的统治。
在殖民地的防卫方面，1914年1月1日，除去当地的警察，驻在达累斯萨拉姆，莫希，伊林加和马赫恩的殖民地防护兵团（Schutztruppen）拥有包括42名医护官在内的110名德国军官，126名士官与2472名阿斯卡利（Askari）非洲士兵。

## 经济与教育发展

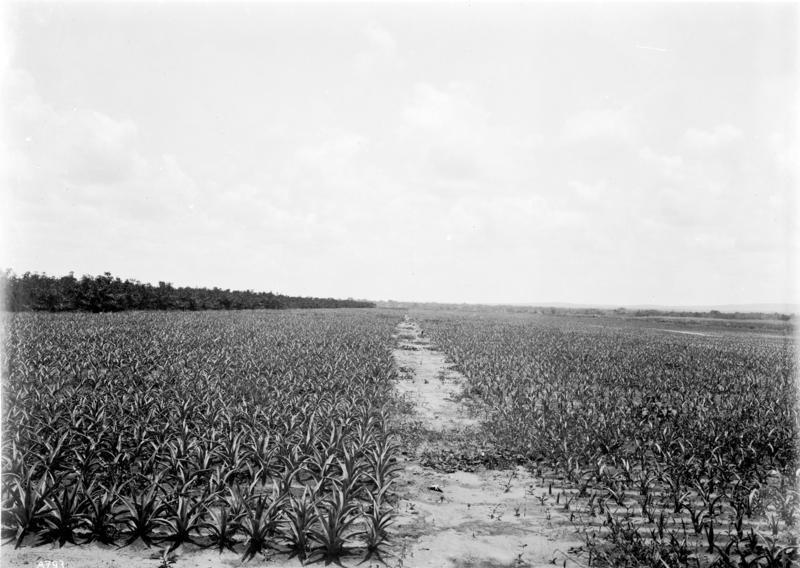
剑麻种植园，1906-1918年。

德国殖民政府在当地的建设促进了以商业为主的经济发展。超过10万英亩（约等于4万公顷）的瓊麻种植是殖民地最大的经济作物项目；200万棵咖啡树在殖民地各处种植，橡胶树的种植范围也高达20万英亩（约等于81000公顷）；除此之外殖民地亦发展出了大型棉花种植园。

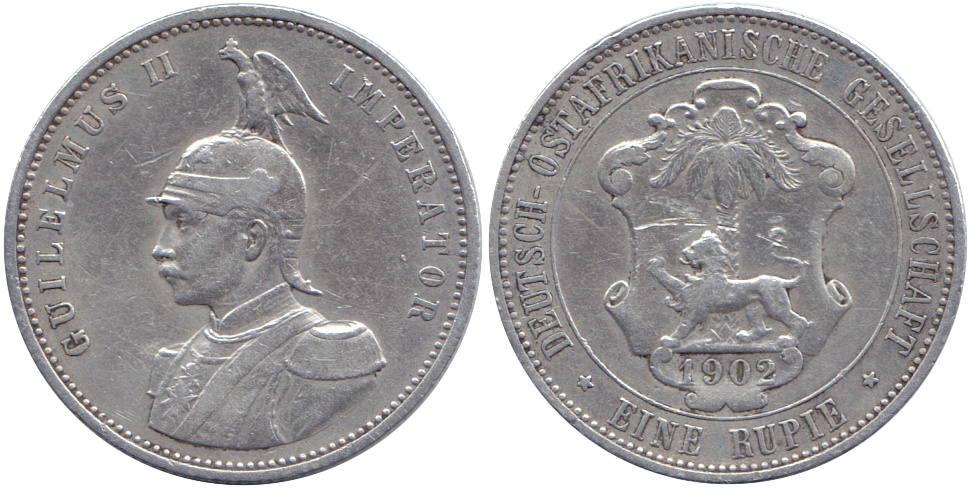
1卢比，德国东非，1902年。

为了将农产品带向市场，德国殖民者从1888年开始修建从最东北部城市坦噶至北部城市莫希的乌萨姆巴拉铁路（Usambara Railway）。德国殖民者另修建了横跨殖民地，长达774英里（约合1247公里）的中央铁路（Central Railway），连接了达累斯萨拉姆，莫罗戈罗，塔波拉和基戈马。中央铁路的最后一个环节在坦噶尼喀东海岸直至1914年7月才完成，并在之后于殖民地首府达累斯萨拉姆举行了一次盛大的庆典与农贸博览会。在港口的发展上，德国人在坦噶，林迪与巴加莫约港内均新建了电动起重机，仓库与铁路系统的连接入口。至1912年，达累斯萨拉姆与坦噶的港口共拥有356艘货轮与客轮，以及1000余艘沿岸船只与本地贸易船。
现代坦桑尼亚的金矿开采亦可以追溯至德国殖民时期。当地的采矿活动于1894年在维多利亚湖附近的金矿开采开始。而殖民地最早的金矿，Sekenke金矿，则于1907年殖民者正式发现黄金两年后的1909年开始运作。
在教育上，德国殖民者为当地非洲居民开发了一个包含小学，中学与职业学院的教育计划。相关资料显示，“无论是教师资历，课程或是教材，均达到了其他热带非洲地区无与伦比的标准。”甚至是在英国接手5年后的1924年，来访的美国菲尔普斯 - 斯托克斯委员会（ Phelps-Stokes Commission）也报告说：“关于学校系统，德国人已取得了奇迹般的成就。就目前来看，在英国殖民地政府的教育系统达到德国人的标准之前，还有着一段时间要等。”在今日的斯瓦希里语中，学校的单字是“shule”，乃从德语单字“Schule”中借用之。

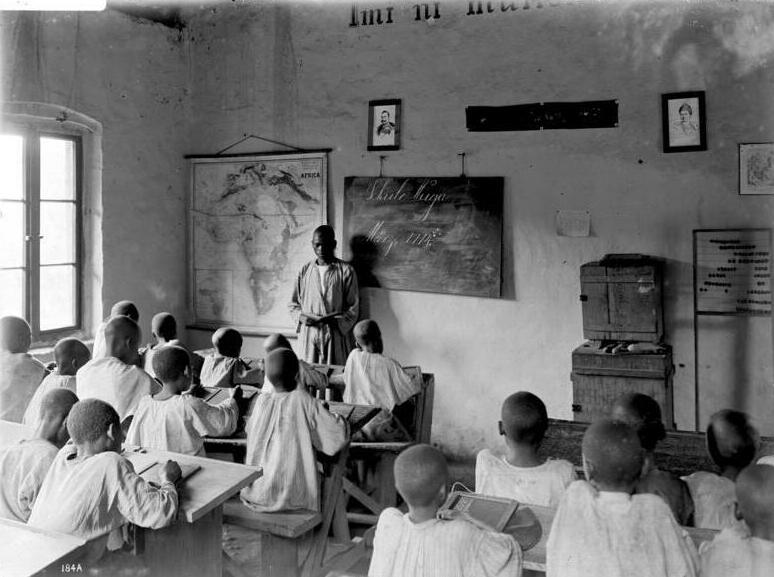
德属东非的学校教室，1914年3月。

基于上述发展，达累斯萨拉姆成为了热带非洲殖民地中的示范城市，德属东非也因此成为模范殖民地。至1914年，达累斯萨拉姆与周边城市带的人口到达16.6万人，其中包含1000名德国人；而在整个德属东非殖民地内共有3579名德国人。

## 第一次世界大战中的德属东非
德属东非的军队在第一次世界大战中由曾在德属西南非洲与德属喀麦隆服役的保罗·冯·莱托-福尔贝克将军率领。他的军队由3500名欧洲士兵与12000名阿斯卡利士兵及搬运工组成。在兵力上，作为相对弱势者，德军的战争目标是尽可能地掠夺兵力为4万人，由布尔战争时期英军指挥官扬·史末资领导的英国殖民地军队。福尔贝克将军最伟大的胜利要数1914年11月3日至11月5日的坦噶战役，在那里他率领人数不及英军八分之一的德军，以伤亡147人的代价击溃了匆忙登陆的英军及英属印度陆军，英军伤亡995人。
福尔贝克将军的游击战术迫使英军在整个战争期间为区区殖民地战线投入了大量资源，并蒙受了10000余人的损失。然而最终，由于比屬剛果公安軍向德属东非西部发动突袭致使德军在数量上与敌军有了巨大差距以及资源的逐渐减少，福尔贝克将军被迫放弃殖民地的防卫。然而他并未停止抵抗，而是选择率军撤入葡属莫桑比克，最后进入北羅德西亞，并在大战结束三日后收到消息而停火。战后福尔贝克受到了英雄般的称赞。他统帅下的德属东非殖民地兵团被尊为是德国殖民地兵团在一战中唯一未战败的部队。战后，魏玛共和国与联邦德国均为这些在战争中效力的阿斯卡利非洲士兵发放了退休养老金。

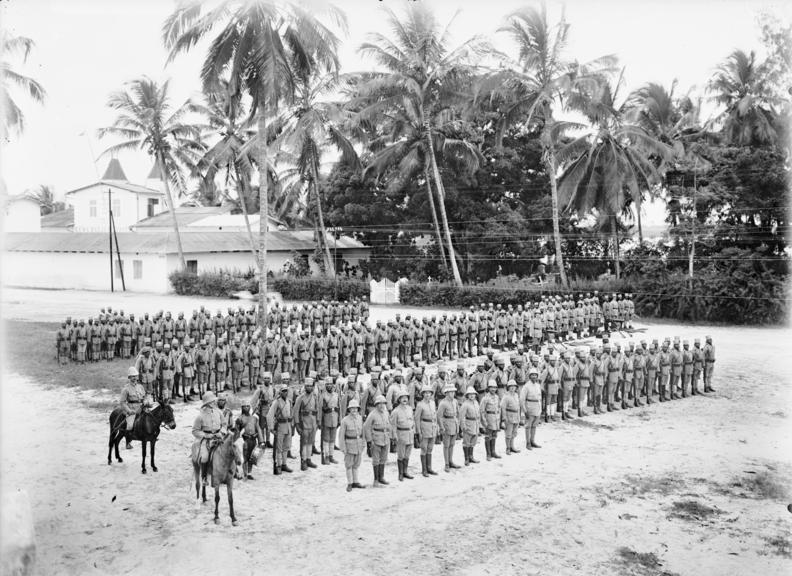
德属东非的阿斯卡利步兵连，1914-1918年。

在海上，德意志帝国海军的轻型巡洋舰柯尼斯堡号（SMS Königsberg）在战争期间参与了非洲大湖区沿岸的战事。1915年7月，柯尼斯堡号由于煤炭与零部件不足而被迫凿沉，并在之后遭到了英军的封锁与轰炸。幸存的船员们拆卸船上仍能使用的武器并安装在炮架上，随后加入了陆军部隊。

## 殖民地的崩解
在1919年5月17日，巴黎和会最高委员会在比利时的强烈反对下授予英国整个德属东非；但其后英国殖民地布政司阿尔弗雷德·米尔纳与比利时出席会议的全权大使皮埃尔·奥茨在5月30日进行了一次谈判。谈判商定英联合王国将原德属东非西北部的卢旺达与乌隆迪（今布隆迪）两地让予比利时王国。巴黎和会的最高委员会亦在1919年8月7日接受了此协议。在这之前的1919年7月12日委员会亦同意将洛伏马河以南的一小片土地交予葡萄牙共和国管辖，并在之后最终成为了今日莫桑比克的一部分。委员会作出此决定的原因是他们声称德国在1894年迫使葡萄牙割让此地。尽管凡尔赛条约于1919年6月28日签署，但其直到1920年1月10日才开始生效。当日起，原德属东非领土被分别交予比利时王国，葡萄牙共和国与大不列颠及爱尔兰联合王国管辖。从那时起，“坦噶尼喀”成为英国接管后的名字。

## 引用
1. 1 2  .
2. 1 2  .
3. 1 2 3 4  .
4. 1 2  .